# Sinagoga din Orăștie
Sinagoga din Orăștie este un monument istoric aflat pe teritoriul municipiului Orăștie. În Repertoriul Arheologic Național, monumentul apare cu codul 87647.14.
Sinagoga, datând din 1878, este de tip mediu și se încadrează în aspectul general al localității.Se distinge de spațiile înconjurătoare prin mărimea volumului construit și a ferestrelor arcuite, frumos decorate. La Sinagoga din Orăștie singura nava boltită se remarcă prin frumusețtea interioară a decorației. Sinagoga este lacas de rugaciune pentru persoanele de cult ebraic si este alcatuita din doua corpuri: cladirea principala, sub forma de sala, cu un balcon din lemn pe latura opusa altarului, cu o sala de intrare a credinciosilor si un corp anexa pentru scara de acces la balcon.